# Colocação pronominal
Na sintaxe da língua portuguesa, o termo colocação pronominal diz respeito ao modo como se dispõem os pronomes clíticos (usados, principalmente, como complemento verbal) em relação aos demais elementos de uma oração. Dentre os fatores que determinam a ordem dos pronomes, tem-se a função sintática do pronome na oração, o tempo verbal, a regência do verbo principal, a ocorrência de advérbios e de outros pronomes na mesma oração.
Em português, distinguem-se os pronomes retos (eu, tu, ele, ela; nós, vós, eles, elas), os quais em geral expressam o sujeito da oração, dos pronomes oblíquos (me, mim, te, ti, etc.), que indicam uma entidade afetada pela ação descrita pelo verbo. Grande parte da variação na colocação se dá no uso dos pronomes oblíquos, sobretudo nos pronomes oblíquos átonos: me, te; se, o, a, lhe; nos, vos. Não possuem acento próprio. São clíticos.

## Posições clíticas dos pronomes oblíquos átonos
Os pronomes oblíquos átonos portugueses são considerados morfemas com características sintáticas de palavra, mas dependentes fonologicamente do verbo ou sintagma verbal.
Na gramática tradicional, há três posições relativas do pronome pessoal em relação ao verbo:
| Posição clítica     | Localização      | Nome      | Exemplo                 |
| ------------------- | ---------------- | --------- | ----------------------- |
| Pronome proclítico  | Antes do verbo   | Próclise  | Isso não se faz.        |
| Pronome mesoclítico | No meio do verbo | Mesóclise | Chamar-me-iam de louco. |
| Pronome enclítico   | Depois do verbo  | Ênclise   | Quero-lhe muito bem.    |

### Usos normativos
Todas as conjugações verbais permitem próclise e, com exceção do particípio e dos tempos  futuro do presente [fará, dirá, verá] e futuro do pretérito [faria, diria, veria], permitem também ênclise. Somente os tempos futuro do presente e futuro do pretérito permitem mesóclise.
|           | Particípio  | Futuro do presente | Futuro do pretérito / Condicional | Demais formas |
| Próclise  | permite     | permite            | permite                           | permite       |
| Ênclise   | não permite | não permite        | não permite                       | permite       |
| Mesóclise | não permite | permite            | permite                           | não permite   |

#### Usos coloquiais
O português falado no Brasil é diferente do falado em Portugal quanto às preferências por posições clíticas. No português brasileiro vernáculo, a próclise é quase absoluta, independentemente da posição do grupo/sintagma/locução verbal (pronome e verbo) na oração. No entanto, no português brasileiro padrão (usado em ocasiões formais, como na redação de documentos oficiais), o uso da próclise observa as mesmas regras gramaticais do português de Portugal. Em Portugal, dependendo da posição do grupo verbal na oração, opta-se ou não pela próclise.
Registro informal - coloquial
Me diz quem tem razão.
Te vi na rua.
Registro formal - culto
Diz-me quem tem razão.
Vi-te na rua.
As gramáticas normativas condenam o uso brasileiro de próclise em início de orações e esse uso é ensinado no colégio como sendo proibido na escrita. Portanto, exceto quando a escrita simula a fala (mensagens instantâneas e de celular, por exemplo), as posições clíticas da escrita no Brasil são as mesmas do português falado em Portugal.

### Português lusitano e português brasileiro
1. Nunca se usa próclise no início do período, texto ou redação, exceto sob licença poética.
2. Nunca se usa próclise após pausa/vírgula, ponto e vírgula, dois-pontos, exclamação, interrogação ou reticências
3. Usa-se sempre próclise após atrativos.

### Lista de atrativos
1. Palavra ou expressão negativa: não, nada, nunca, ninguém, jamais, de modo algum, de jeito nenhum, em hipótese alguma.
2. Conjunção subordinativa integrante ou adverbial: que, porque, se, quando, conforme, embora, logo que, visto que, contanto que, a fim de que, à medida que.
3. Advérbios: aqui, já, lá, muito, talvez, sempre, realmente
4. Numeral ou pronome indefinido: ambos, alguém, tudo, outros, muitos, alguns
5. Pronome relativo: que, quem, qual, onde
6. Pronome demonstrativo: isto, isso, aquilo (Atrai o clítico facultativamente no Brasil, podendo ocorrer também a ênclise com igual correção nesse país. Em Portugal, pronomes demonstrativos não são catalisadores de próclise).
7. Verbo no gerúndio precedido de palavra atrativa ou da preposição EM: Saiu da sala, não nos dizendo as razões. / Em se plantando tudo dá. / Em se tratando de videogame, ele é um expert.
8. Frase interrogativa, exclamativa ou optativa (expressa desejo): Quem nos ajudará nos testes? / Quanto me custa entender as razões! / Deus o ilumine!
9. Conjunção coordenativa aditiva ou alternativa: não só... mas também, não só... como também, ou... ou, ora... ora, quer... quer, seja... seja
10. Palavra ''só'' no sentido de ''somente'', ''apenas'' = palavra denotativa de exclusão.

Formas verbais proparoxítonas não são fatores de próclise, podendo ocorrer normalmente a ênclise pronominal.
As divergências quanto à colocação pronominal existentes nas variedades do português devem-se a preferências desenvolvidas historicamente, porquanto em textos (cantigas e documentos oficiais) escritos em formas mais antigas de português, datando até a Renascença, usava-se uma colocação muito mais livre e que não foi padronizada por muito tempo, diferentemente da do espanhol e do italiano. Muitos linguistas e outros estudiosos brasileiros defendem que o uso de próclise em todos os contextos seja aceito.

## Próclise
Denomina-se próclise a colocação dos pronomes oblíquos átonos antes do verbo.

### Proibição
- Não deve ser usada no início de oração ou período, com uma exceção feita à licença poética.

Ex.: *Se faz justiça com as próprias mãos naquele lugar.
Correção: Faz-se justiça com as próprias mãos naquele lugar.
- Note que uma oração pode iniciar-se a meio de uma frase, por exemplo, depois de uma vírgula, ponto e vírgula, dois-pontos, exclamação, interrogação ou reticências.

Ex.: *Naquele lugar, se faz justiça com as próprias mãos.
Correção: Naquele lugar, faz-se justiça com as próprias mãos.
- Nos infinitivos há uma tendência à ênclise, mas também é possível a próclise. A ênclise só é mesmo rigor quando o pronome tem a forma o (principalmente no feminino a) e o infinitivo vem regido da preposição a.

Ex.: Se soubesse, não continuaria a lê-lo.
Existem determinadas palavras da língua que são consideradas "atrativas" aos pronomes pessoais oblíquos átonos, pois, nos enunciados em que elas concorrem, devem ficar em posição proclítica em relação ao verbo que complementam.

### Uso
A próclise é obrigatória quando se tem antes do verbo:
- palavra negativa

Ex.: Nunca nos esqueceremos deste lugar.
- pronome relativo

Ex.: Aceitaste a sugestão que te dei?
- pronome indefinido

Ex.: Alguém te falou isso?
- frases interrogativas

Ex.: Quem nos ajudará nos testes?
Por que vos maltrataram?
- conjunção subordinativa, mesmo que oculta na oração subordinada (tratando-se da conj. integrante que)

Ex.: Quando se fala de informática, ele é um especialista.
Fazia a lista de convidados, conforme me lembrava dos amigos.
- advérbios

Ex.: Hoje me sinto seu amigo.
- orações exclamativas, bem como nas orações optativas (aquelas que expressam desejo), com a palavra ''só'' no sentido de ''apenas'', ''somente'', com conjunções coordenativas aditivas ou alternativas.

Ex.: Como te pareces com teu pai!
A terra lhes seja leve!
Só se lembram de estudar na véspera das provas.

- gerúndio precedido de preposição em ou palavra atrativa

Ex.: Em se tratando das contas, pagarei todas.
Foram embora, não nos dizendo nenhuma razão.
Caso o verbo esteja no infinitivo impessoal e ocorrer uma dessas palavras antes do verbo, o uso da próclise ou da ênclise será facultativo.

## Ênclise
Em gramática, denomina-se ênclise a colocação dos pronomes oblíquos átonos depois do verbo.
É usada principalmente nos casos:
1. Quando o verbo inicia a oração;
2. Quando o verbo está no imperativo afirmativo;
3. Quando o verbo está no infinitivo impessoal;
4. Quando o verbo está no gerúndio (sem a preposição em ou palavra atrativa).

Não deve ser usada quando o verbo está no futuro do presente ou no condicional. Nesse caso utiliza‐se a mesóclise.
Os pronomes oblíquos átonos o, a, os, as assumem as formas lo, la, los, las quando estão ligados a verbos terminados em r, s ou z. Nesse caso, o verbo perde sua última letra e a nova forma deverá ser reacentuada de acordo com as regras de acentuação da língua. Por exemplo:
- "tirar-a" torna-se "tirá-la";
- "faz-os" torna-se "fá-los";
- "comes-o" torna-se "come-lo" (não há mudança de acentuação);
- "Vou comer-o" torna-se "vou comê-lo".

No caso de verbos terminados em m, õe ou ão, ou seja, sons nasais , os pronomes o, a, os, as assumem as formas no, na, nos, nas, e o verbo é mantido inalterado. Por exemplo:
- "peguem-os" torna-se "peguem-nos";
- "põe-as" torna-se "põe-nas".

## Mesóclise
Em gramática, denomina-se mesóclise a colocação do pronome oblíquo átono no meio do verbo.
Utiliza-se quando o verbo está no futuro do presente ou no futuro do pretérito e não há, antes do verbo, palavra que justifique o uso da próclise. É uma colocação exclusiva da linguagem formal e da modalidade literária, não ocorrendo numa fala espontânea.
Ex.: Convidar-me-ão para a solenidade de posse da nova diretoria.
Convidar-te-ia para viajar comigo, se pudesse.
Caso o sujeito esteja explícito ou esteja na frase palavra que justifique o uso da próclise, desfaz-se a mesóclise.
Ex.: Sempre te convidaria para viajar comigo, se pudesse. (O advérbio ''sempre'' exige o uso de próclise.)
Hoje me convidarão para a solenidade de posse da nova diretoria. (O advérbio ''hoje'' exige o uso de próclise.)

### Origem da mesóclise
A origem da mesóclise se relaciona à formação de uma construção inovadora de futuro analítico (formado por mais de uma palavra), no período do latim vulgar. Essa forma de futuro analítico se compunha do verbo principal no infinitivo e do verbo *avere (habēre no latim clássico) no presente do indicativo. Sendo o futuro analítico uma forma composta, era possível colocar o pronome entre os dois verbos. Com a evolução da língua, o verbo *avere como auxiliar foi assimilado ao verbo principal, mas manteve-se a possibilidade de deixar o pronome em posição mesoclítica. Ou seja: caballos comprar ei (comprarei cavalos)
- Ter + ei ⇒ terei
- Ter + ás ⇒ terás
- Ter + á ⇒ terá
- Ter + emos ⇒ teremos
- Ter + eis ⇒ tereis
- Ter + ão ⇒ terão
- Ter + havia ⇒ teria
- Ter + havias ⇒ terias
- Ter + havia ⇒ teria
- Ter + havíamos ⇒ teríamos
- Ter + havíeis ⇒ teríeis
- Ter + haviam ⇒ teriam

## Locuções verbais
Verbo principal no infinitivo ou no gerúndio
Sem palavra atrativa - O pronome pode ser colocado antes do verbo auxiliar, antes do verbo principal, depois do verbo auxiliar ou depois do verbo principal
Ex.: Quero lhe apresentar meus primos que vieram do interior.
Quero apresentar-lhe meus primos que vieram do interior.
Ex.: Ia lhe dizendo as razões da minha desistência.
Ia dizendo-lhe as razões da minha desistência.
Com palavra atrativa - O pronome pode ser colocado antes do verbo auxiliar ou depois do verbo principal.
Ex.: Hoje lhe quero apresentar meus primos que vieram do interior.
Hoje quero apresentar-lhe meus primos que vieram do interior.
Ex.: Sempre lhe ia dizendo as razões da minha desistência.
Sempre ia dizendo-lhe as razões da minha desistência.
Verbo principal no particípio
Nunca se usa ênclise quando o verbo está no particípio. Nesse caso, o pronome clítico deve estar entre os verbos da locução ou antes do verbo auxiliar, desde que esse verbo não esteja iniciando a oração.
Ex.: Minha carreira se tinha estabilizado o ano passado.
Minha carreira tinha se estabilizado o ano passado.

## Tempos compostos
Verbo principal no particípio
Faz-se a colocação segundo o tempo do verbo auxiliar
O advogado nos tinha dito a verdade.
Não a tinha conhecido em nenhum lugar da loja.

Tê-lo-ia perguntado, se o tivesse visto naquela ocasião.